# Winter Haven
Winter Haven – miasto w Stanach Zjednoczonych, w stanie Floryda, w hrabstwie Polk.